# FK Jastrebac Niš
FK Jastrebac Niš (srpski: ФК Јастребац Ниш) bio je nogometni klub iz Niša, Nišavski okrug, Republika Srbija. 

## Povijest
Osnovan je 1945. kao Mija Stanimirović. Ime je dobio po istoimenom narodnom heroju. Nakon šest mjeseci mijenja ime u Bratstvo. Bratstvo se 1948. spaja s FK Mladost, klubom tvornice pumpi, u klub FK Jastrebac Niš.
U sezoni 1992./93. osvojio je Drugu ligu SRJ. Igrao je i ispao iz Prve B lige SRJ u sezoni 1993./94. Potom je klub igrao u nižim ligama. Tijekom 1990-ih nosio i je sponzorske nazive Jastrebac Narvik i Jastrebac Sport lajn.  
Godine 2003. klub postaje Jastrebac Proleter te je pod tim imenom nastupao do sezone 2009./10., kad odustaje od natjecanja u Prvoj niškoj ligi.

## Uspjesi
(nepotpun popis)

Druga liga SRJ
- 1992./93.

## Poznati igrači
- Ivica Kralj
- Saša Zorić

## Poveznice
- (srp.) srbijasport.net, Jastrebac Proleter